# Regalecidae
Regalecidae là một họ cá gồm các loài cái có thân dẹt và dài. Họ này có 3 loài trong 2 chi. Trong các loài thuộc họ này có loài cá mái chèo (R. glesne) có thể dài đến 11 m. Đây là loài cá xương dài nhất thế giới và thường được tìm thấy ở độ sâu gần 1 km. Nhưng mới đây những du khách trên bãi biển đã phát hiện hai con cá trong họ này được tìm thấy ngay trong vùng nước nông ở vùng biển của Cortes, ngoài khơi bờ biển Mexico.

## Các chi và loài
- Agrostichthys
  - Agrostichthys parkeri
- Regalecus
  - Regalecus glesne
  - Regalecus russellii